# 하지 라이트
하지 아미르 라이트(영어: Haji Amir Wright, 1998년 3월 27일 ~ )는 미국의 축구 선수로 현재 잉글랜드 EFL 챔피언십의 코번트리 시티에서 공격수로 활약하고 있으며 미국 대표팀의 일원으로도 활동 중이다.